# Llista de peixos de la badia de Baffin

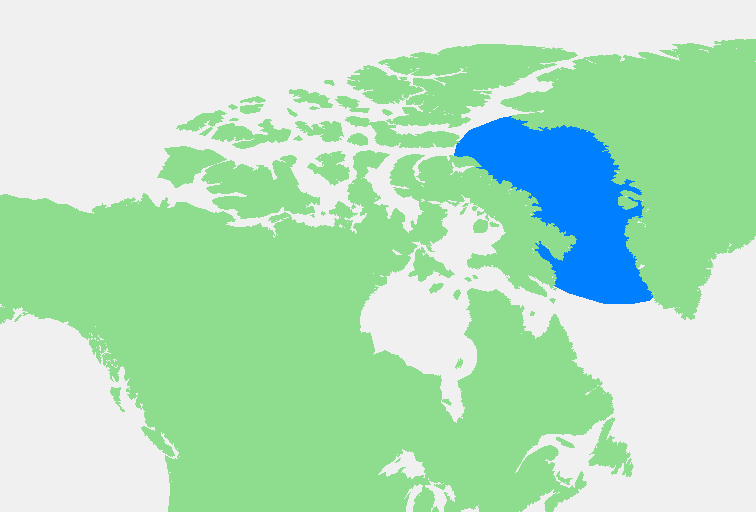
Localització de la badia de Baffin entre l'illa de Baffin a l'oest i Groenlàndia a l'est

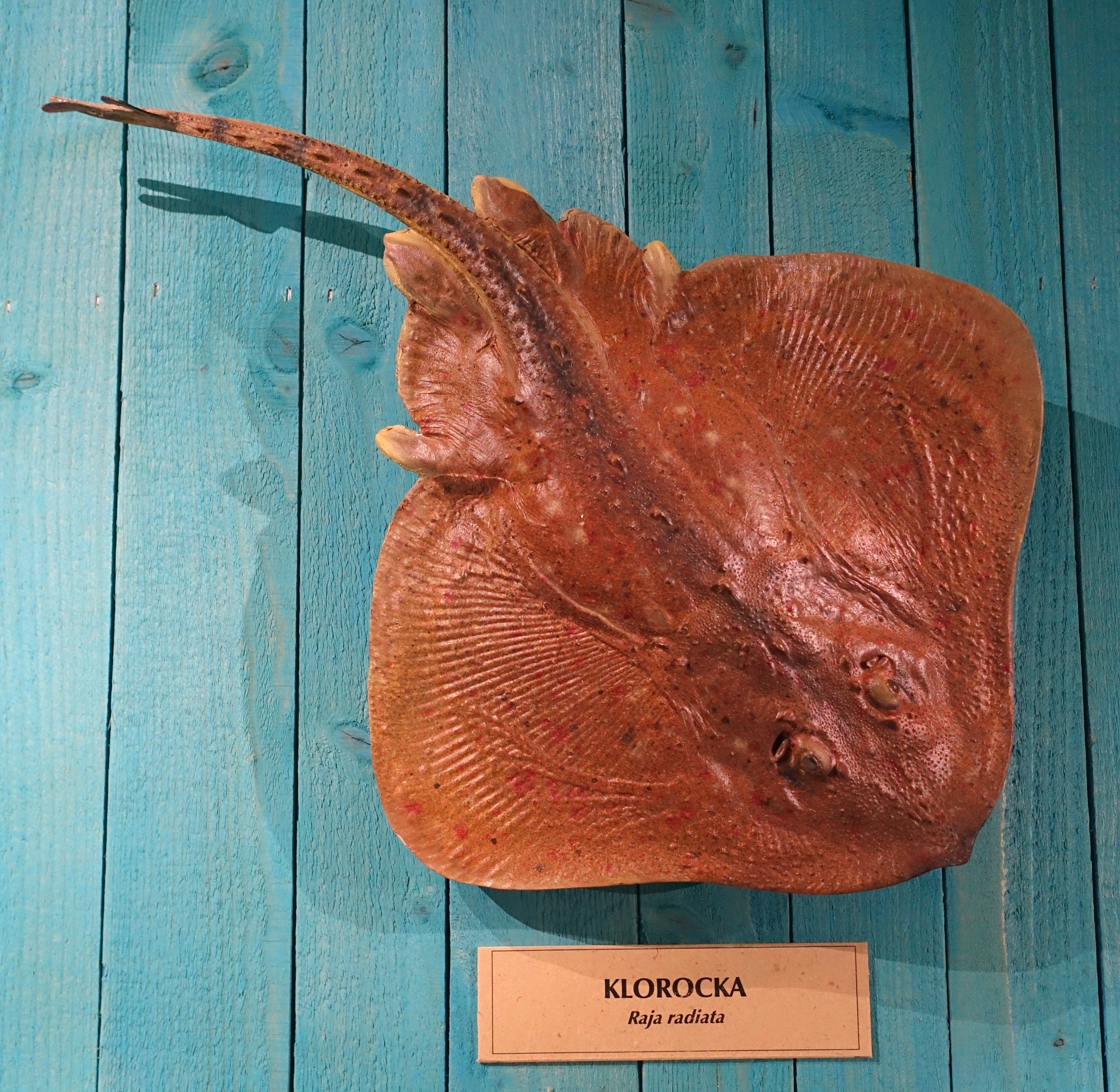
Amblyraja radiata

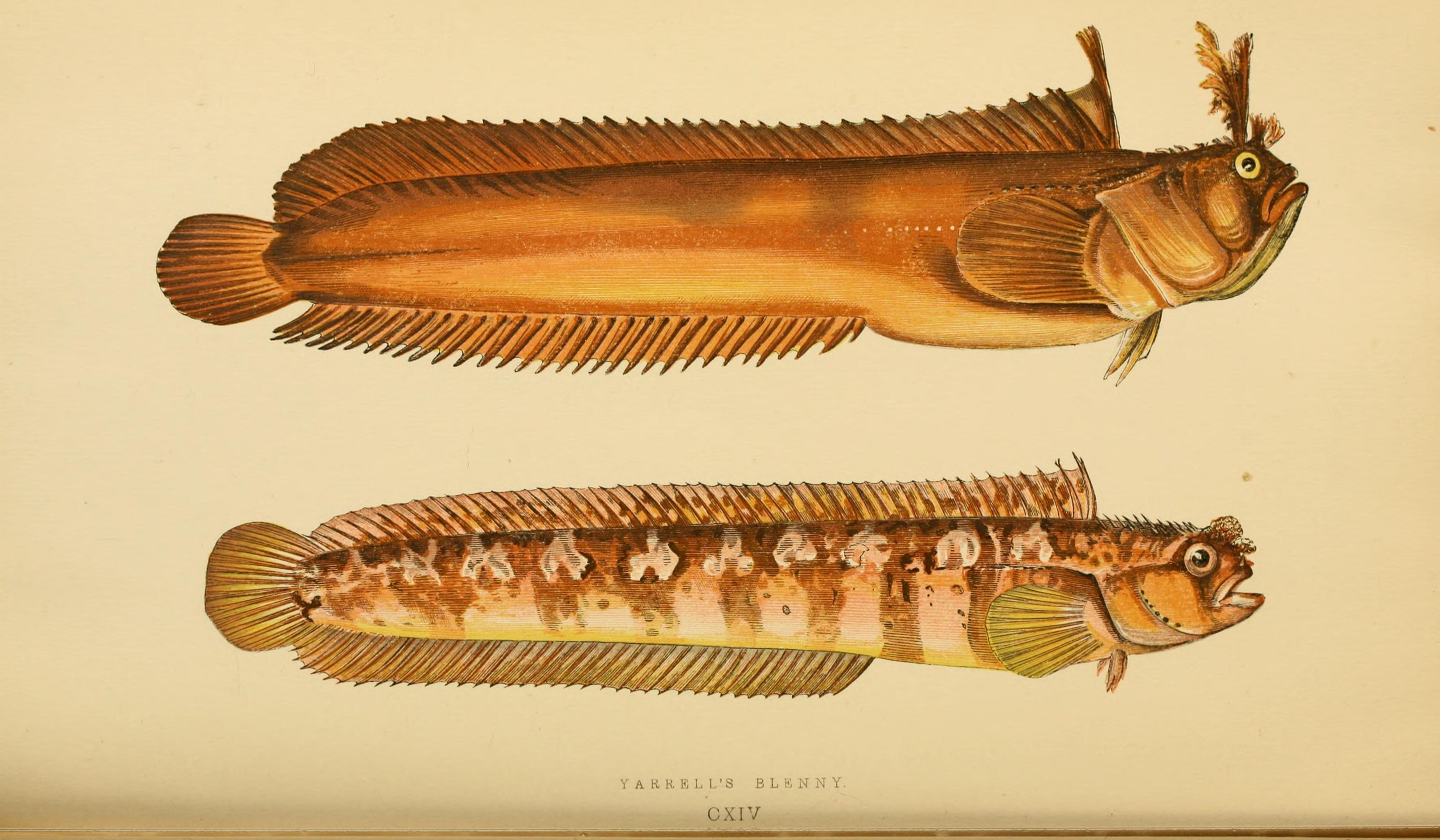
Chirolophis ascanii

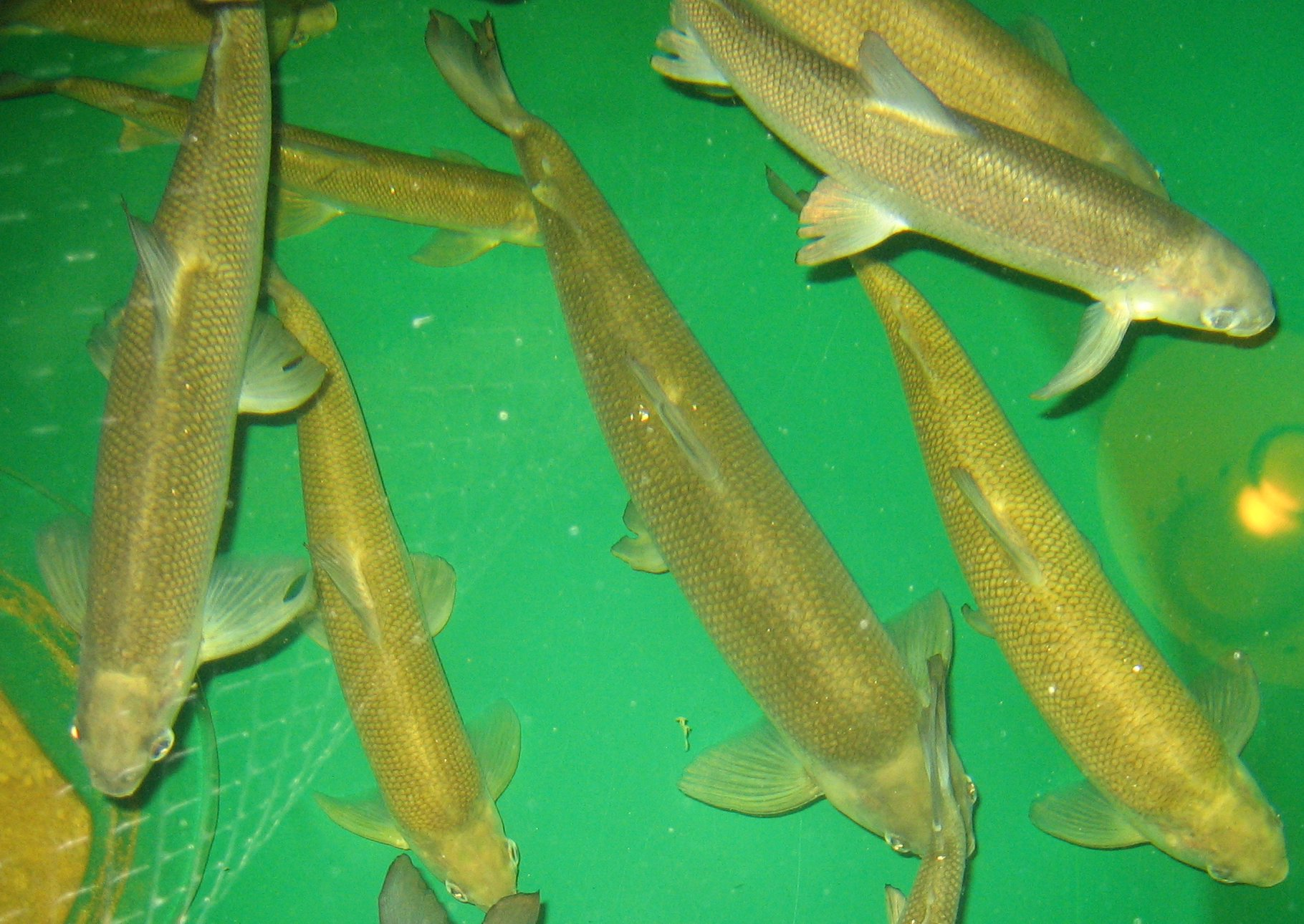
Coregonus clupeaformis

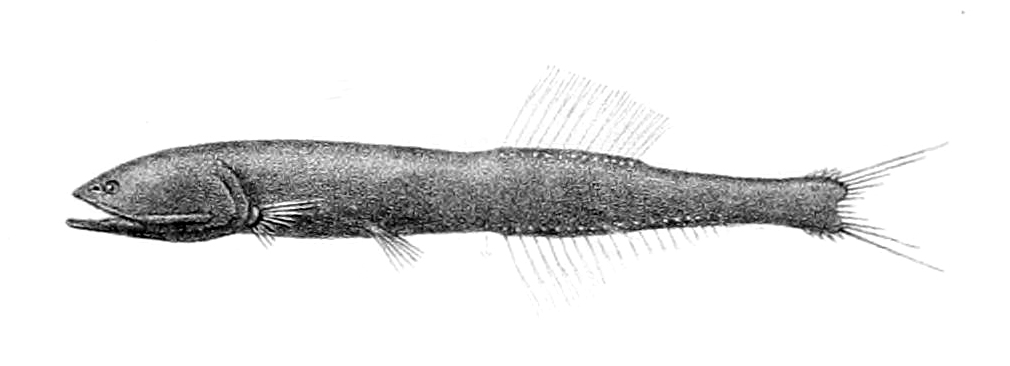
Cyclothone microdon (il·lustració del 1888)

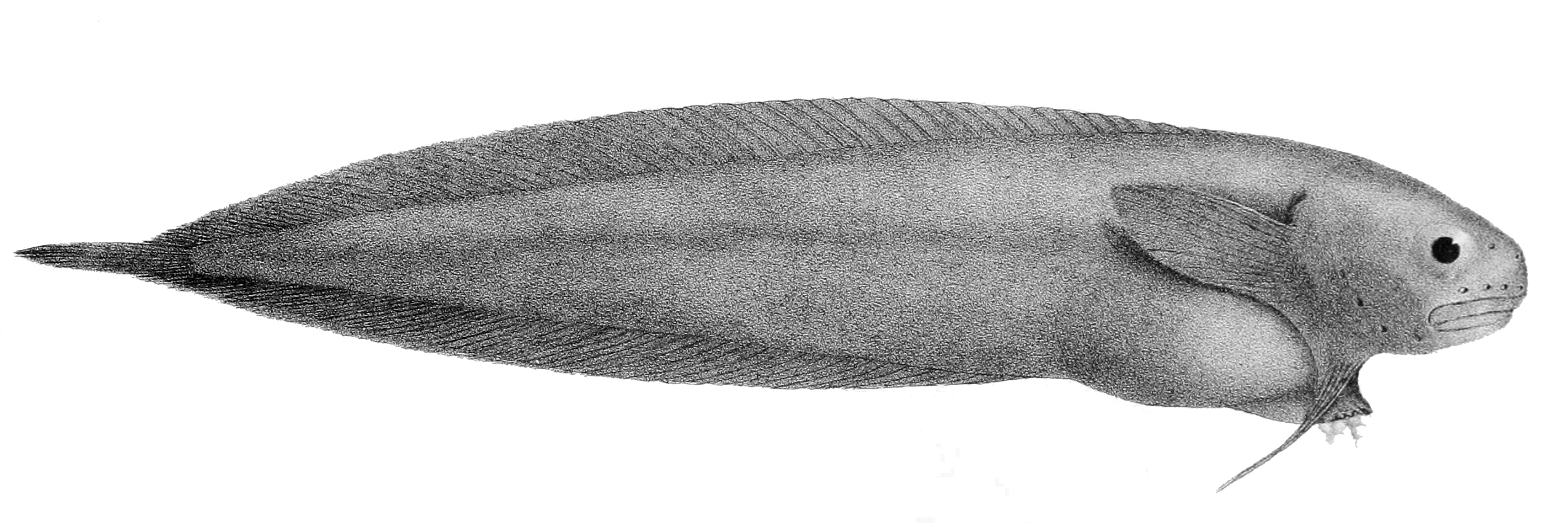
Paraliparis bathybius (il·lustració del 1887)

Aquesta llista de peixos de la badia de Baffin inclou 38 espècies de peixos que es poden trobar actualment a la badia de Baffin ordenades per l'ordre alfabètic de llurs noms científics.

## A
- Alepocephalus agassizii
- Amblyraja hyperborea
- Amblyraja radiata
- Anarhichas denticulatus
- Anarhichas lupus
- Anarhichas minor
- Arctogadus glacialis
- Argentina silus

## B
- Bathyraja spinicauda
- Benthosema glaciale
- Boreogadus saida

## C
- Careproctus kidoi[1]
- Centroscyllium fabricii
- Centroscymnus coelolepis
- Chirolophis ascanii
- Coregonus clupeaformis
- Coryphaenoides rupestris
- Cyclopteropsis jordani
- Cyclothone microdon

## G
- Gadus morhua
- Gadus ogac
- Gaidropsarus ensis
- Gasterosteus aculeatus

## L
- Lumpenus lampretaeformis
- Lycenchelys kolthoffi
- Lycodonus mirabilis

## M
- Macrourus berglax
- Mallotus villosus
- Maulisia microlepis
- Myoxcephalus quadricornis

## N
- Notacanthus chemnitzii

## P
- Paraliparis bathybius

## R
- Rajella bathyphila
- Rajella fyllae
- Reinhardtius hippoglossoides[2][3]
- Rhodichthys regina

## S
- Sebastes mentella
- Stomias boa boa[4][5]